# Wydział Ekonomiczny Uniwersytetu Gdańskiego
Wydział Ekonomiczny Uniwersytetu Gdańskiego – jeden z dwóch wydziałów tej uczelni w Sopocie (obok Wydziału Zarządzania).

## Władze
W kadencji 2024–2028:
- Dziekan – dr hab. Wojciech Bizon, prof. UG
- Prodziekan ds. Nauki – dr hab. Leszek Czerwonka, prof. UG
- Prodziekan ds. Studenckich i Kształcenia – dr Leszek Reszka, prof. UG
- Prodziekan ds. Rozwoju i Współpracy z Otoczeniem Społeczno-Gospodarczym – dr Magdalena Markiewicz

## Historia

### II wojna światowa
Początki Wydziału sięgają czasów II wojny światowej. W 1940 r.powstał konspiracyjny Uniwersytet Ziem Zachodnich, a dwa lata później w jego strukturach Instytut Morski z siedzibą w Warszawie.

### Wyższa Szkoła Handlu Morskiego w Gdyni
Inicjatorami powołania wyższej uczelni ekonomicznej specjalizującej w gospodarce morskiej byli profesorowie UZZ Władysław Kowalenko, Walenty Szweda, Bolesław Piotr Kasprowicz, Tadeusz Ocioszyński oraz studenci: Jerzy Wesołowski, Stefan Zumbach i Jerzy Raminger. Przybyli do Trójmiasta już w marcu i kwietniu 1945 i dzięki usilnym staraniom 8 września tegoż roku Ministerstwo Oświaty powierzyło doc. dr Władysławowi Kowalence zorganizowanie wyższej uczelni ekonomicznej. Nauka w Wyższej Szkole Handlu Morskiego w Gdyni rozpoczęła się 21 listopada 1945. Wbrew nazwie, znajdowała się w Sopocie. Złożono sześćset podań byłych studentów Instytutu Morskiego UZZ. Przychylnie rozpatrzono 312 i rozmieszczono według ukończonego roku. Lecz formalnie uczelnia rozpoczęła działalność 17 sierpnia 1946. Do października tegoż roku była niepaństwowa. Rok później przyjęto 310 słuchaczy spoza grona UZZ.

### Wyższa Szkoła Ekonomiczna w Sopocie
Zgodnie z Uchwałą Rady Ministrów nr 348 z dnia 3 maja 1952 nazwa została zmieniona na Wyższa Szkoła Ekonomiczna w Sopocie. Pracownicy i studenci przyjęli to chłodno, gdyż wcześniejsza była swoistą reklamą i w świadomości potencjalnych kandydatów mogła się nie wyróżniać na tle innych uczelni mających w nazwie ekonomiczna, a przecież nadal najważniejsza była tematyka gospodarki morskiej.

### Uniwersytet Gdański
20 marca 1970 powstał Uniwersytet z połączenia WSE w Sopocie i Wyższej Szkoły Pedagogicznej w Gdańsku. Nowa uczelnia miała wówczas sześć wydziałów, a pośród nich:
- Ekonomiki Produkcji
- Ekonomiki Transportu

27 maja 1993 Senat UG postanowił o zmianie nazw: Wydział Ekonomiki Transportu na Wydział Ekonomiczny, a Wydział Ekonomiki Produkcji na Wydział Zarządzania. Uchwała weszła w życie 1 października 1993. Katedry i instytuty także zostały przemianowane.

### Poczet dziekanów
- Władysław Kowalenko (1945–1948)
- Tadeusz Ocioszyński (1950–1952 i 1953–1956)
- Jan Moniak (1952–1953)
- Bolesław Kasprowicz (1956–1960)
- Stanisław Darski (1956–1960)
- Józef Kulikowski(inne języki) (1960–1962)
- Władysław Nowaczek (1962–1964)
- Stanisław Ładyka (1964–1965)
- Tadeusz Łodykowski (1965–1968)
- Leopold Kuźma (1968–1970)
- Bronisław Rudowicz (1970–1975)
- Tadeusz Szczepaniak (1975–1978)
- Zygmunt Krasucki (1978–1981 i 1984–1987)
- Andrzej Piskozub (1981–1984)
- Zofia Sawiczewska (1987–1990)
- Janusz Neider (1990–1996)
- Jan Burnewicz (1996–2002)
- Stanisław Szwankowski(inne języki) (2002–2008)
- Krzysztof Dobrowolski (2008–2016)
- Monika Bąk (2016–2024)
- Wojciech Bizon (od 2024)

## Katedry
Katedra Biznesu Międzynarodowego
Katedra Transportu i Handlu Morskiego
- Katedra Ekonomiki Transportu
- Katedra Ekonomiki i Funkcjonowania Przedsiębiorstw Transportowych
- Katedra Logistyki
- Katedra Polityki Transportowej
- Katedra Rynku Transportowego
- Katedra Ekonomiki Integracji Europejskiej
- Katedra Makroekonomii
- Katedra Mikroekonomii
- Katedra Polityki Gospodarczej
- Ośrodek Badań Integracji Europejskiej